# Bets Bayens
Bets Bayens, pseudoniem van Elisabeth Catharina Polak, (Amsterdam, 14 september 1891 – Hilversum, 19 november 1965) was een Nederlands kunstschilder en tekenaar.

## Leven en werk
Elisabeth (Bets) Polak was een dochter van Franciscus Johannes Polak (1860-1898), magazijnmeester bij de Kweekschool voor de Zeevaart, en Catharina Johanna Bulsing (1862-1920). Ze kreeg op haar zestiende een kantoorbaan en volgde daarnaast de avondcursus van de Industrieschool van de Maatschappij voor den Werkende Stand, onder directeur Ben Wierink. Ze kreeg ook les van de schilder Han Bayens (1876-1945), met wie ze een relatie kreeg. Bayens was getrouwd, maar leefde al geruime tijd gescheiden van zijn vrouw. Bayens en Polak kregen twee kinderen, onder wie kunstenaar Hans Bayens. Het gezin woonde in Hastière (1923-1926), Breukelen-Sint Pieters (1926-1931) en Amsterdam (1931-1963). 
Bayens schilderde en tekende portretten en stillevens met marionetten en poppen van onder anderen Harry van Tussenbroek en Pam Rueter. Naar aanleiding van een tentoonstelling in 1938 werden poppenschilderijen gekarakteriseerd als "spiritueel en geestig, speelsch en symbolisch tegelijk" en "genrestukjes van een bijzondere soort, waarbij soms de kleur van de kleeren der poppen de maakster geïnspireerd heeft tot combinaties en contrasten die het zeer wel doen". Ze was lid van De Onafhankelijken en na de Tweede Wereldoorlog van de vereniging De Zeester, waarmee ze ook exposeerde. Enkele andere exposities waren bij kunstcentrum d'Olde Deel in Putten (1937), een duo-expositie met Frederik Hoevenagel bij kunsthandel Aalderink in Amsterdam (1938), een duo-expositie met Han Bayens bij kunstzaal Bennewitz in Den Haag (1938) en solo-exposities bij het Beerenhuis in Groningen (1947) en kunsthandel Aalderink in Amsterdam (1948). Ter gelegenheid van de naoorlogse actie Kunst gaat door het vrije land opende ze in haar huis aan het J.W. Brouwersplein kunstzaal Bayens, waar ze in exposities naast werk van haar man en zichzelf werk van onder anderen Chris Beekman, Anneke van der Feer, Sárika Góth, Paul Grégoire en Hans Reicher liet zien. 
In 1963 verhuisde Bets Bayens naar Hilversum, waar ze twee jaar later overleed. In 2003 werd in Beek en Hof, het gemeentehuis van de toenmalige gemeente Loenen, een tentoonstelling gehouden met werk van Han en Bets Bayens. Ter gelegenheid daarvan werd door hun schoondochter een boekje uitgebracht.
- Biografisch Portaal: 97378894
- RKD-Nederlands Instituut voor Kunstgeschiedenis: 5230